# Plecotus taivanus
Plecotus taivanus är en fladdermusart som beskrevs av Mizuko Yoshiyuki 1991. Plecotus taivanus ingår i släktet Plecotus och familjen läderlappar. IUCN kategoriserar arten globalt som nära hotad. Inga underarter finns listade i Catalogue of Life.
Arten lever endemisk på Taiwan. Individen som användes för artens beskrivning (holotyp) fångades i en skog vid 2250 meter över havet. Plecotus taivanus vilar i grottor, tunnlar, byggnader och trädens håligheter.